# 得能良介

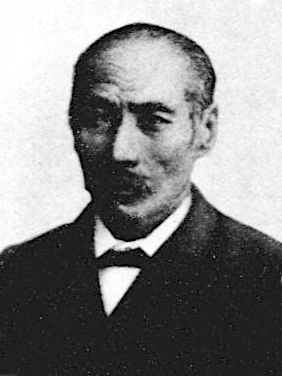
得能良介

得能 良介（とくのう りょうすけ、文政8年旧暦11月9日（1825年12月18日）- 明治16年（1883年）12月27日）は、明治期の日本の大蔵官僚。諱は通生。通称は新右衛門。号は薫山。初代印刷局長・初代大蔵技監。

## 来歴
鹿児島の城下新屋敷にて薩摩藩士・得能直助の長男として生まれるが、誕生2ヶ月前に父は急死していた。そこで藩は母の吉（阿吉）及び直助の母・藤に良介の養育を命じた。17歳で藩の御記録所書役助として出仕し、安政2年（1855年）より2年間江戸藩邸詰となった。御側御用人座書役として島津斉彬・久光に近侍して、文久2年（1862年）の久光の上洛に随行している。その後、小松清廉や大久保利通、西郷隆盛と結び、慶応3年（1867年）には長崎御付人格として長崎に駐在した。
明治3年（1870年）旧暦4月8日、大久保利通の推挙によって大蔵大丞兼民部大丞に任じられる。当時の民部大蔵省（民部省・大蔵省の統合体）は、大隈重信・伊藤博文ら急進的な中央集権論者が要職を占め、大久保と度々対立していた。このため、そこに大久保が薩摩出身者を送り込んで巻き返しを図ろうとしたと言われている。大久保が得能を推挙したことを薩摩藩庁に伝えた書簡（同年4月14日付）では、得能と黒田清隆（開拓使）は政府における薩摩出身者の今後を左右する重要人物なので、薩摩への帰国を命じないように要請している。だが、大久保のこの戦略は失敗に終わり、大久保によって同時期に推挙された多くの薩摩出身者のうち大蔵省の要職に至ったのは得能と松方正義のみであった。明治4年（1870年）、民部省が大蔵省に合併されたことによる人事異動により出納頭（現在の主計局長）に任じられた。ところが翌明治5年（1872年）5月、会計簿記の洋式切替を主張する紙幣頭（現在の印刷局長）渋沢栄一とその是非を巡って口論となり、得能が興奮のあまり渋沢に暴力を振るおうとしたことが問題となり、免官処分となる。だが、間もなく司法省に招かれて司法大丞などを歴任する。

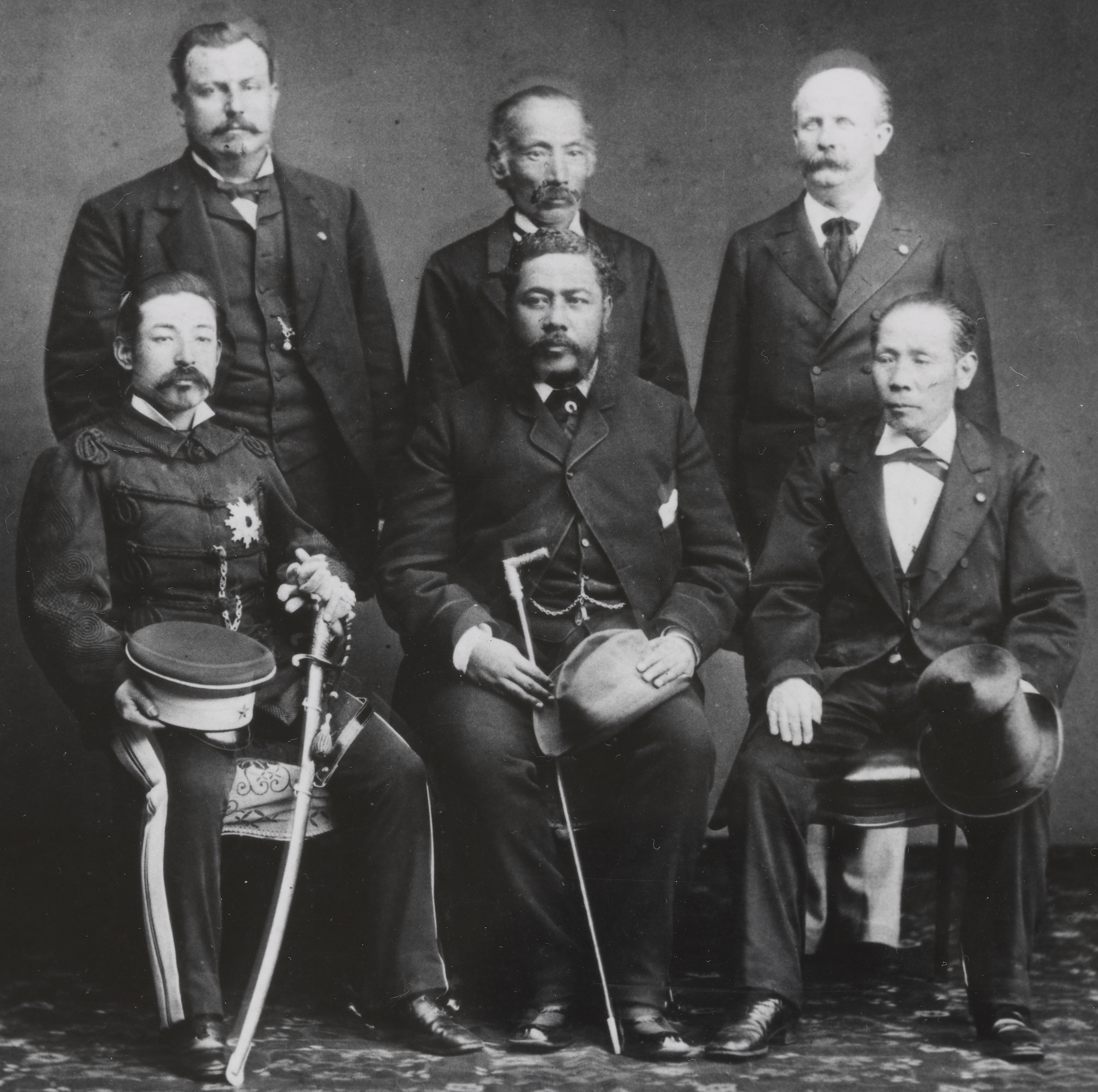
前列左から、帝国陸軍中将 東伏見宮嘉彰親王、ハワイ王国 カラカウア国王、大蔵卿 佐野常民。後列中央に大蔵省印刷局長 得能良介、その左右に国王随員。明治14年（1881年）にカラカウアが外国元首として史上初めて訪日した時の記念写真。

明治7年（1874年）1月15日に渋沢の後任であった芳川顕正の後を受けて第3代の紙幣頭として大蔵省に復帰する。その後、明治10年（1877年）1月11日官制改革による局制度導入によって紙幣局長、同年12月10日には初代の印刷局長に就任した。因縁の渋沢栄一とも和解して、その第一国立銀行頭取就任を推挙したほか、銀行経営に必要な人材を育成する銀行学局を設立して渋沢がやり残していた洋式簿記の普及に尽力した。更にイタリア人版画家のエドアルド・キヨッソーネらを招聘して、近代的な国営の印刷・抄紙工場建設に尽力、明治10年10月15日には国産第1号紙幣である国立銀行券1円紙幣の印刷を開始した。近代日本の高度な紙幣製造・印刷技術の確立に果たした功績は大きく、また部下の信望も厚く多くの技術者を育成した。1879年5月1日-9月19日、印刷局長としてキヨッソーネを帯同して伊勢神宮・正倉院・桂宮など中部・関西・関東各地の古社寺・宝物調査。
こうした功績によって明治16年（1883年）6月に印刷局長兼務のまま初代大蔵技監に就任するが、その年の12月に職務中に倒れて死去、満78歳。墓所は青山霊園、墓石は親交があったキヨッソーネが自らデザインによるものである。

## 栄典
- 1874年（明治7年）2月18日 - 従五位[3]

## 家族
- 長男：得能通昌
- 長女：西郷清子 - 西郷従道の妻[4]
- 三女：黒岡豊子 - 黒岡帯刀の妻[4]
- 四女：田中敬子 - 田中建三郎の前妻[4]

## 参考資料・外部リンク
- 国立国会図書館 憲政資料室 得能良介関係文書

| 公職               | 公職                                 | 公職          |
| ------------------ | ------------------------------------ | ------------- |
| 先代 芳川顕正      | 紙幣頭 1874年 - 1877年               | 次代 （廃止） |
| 先代 林信立 出納正 | 出納頭 1871年 - 1872年 出納正 1871年 | 次代 馬渡俊邁 |